# België (Is er leven op Pluto...?)
België (Is er leven op Pluto...?) is een nummer van de Nederlandse popgroep Het Goede Doel, afkomstig van het debuutalbum België uit 1982. In oktober van dat jaar werd het nummer als eerste single van het album uitgebracht.
De tekst gaat over iemand die wil vertrekken uit Nederland, maar Pluto of andere landen niet geschikt vindt. In het laatste couplet komt de titel naar boven in de zinnen "Ik heb getwijfeld over België".

## Achtergrond
Omdat dj Frits Spits en producer Tom Blomberg op maandag 22 november 1982 in het radioprogramma De Avondspits de single tot de 222e NOS Steunplaat van de week op Hilversum 3 uitriepen, werd de platenmaatschappij “gedwongen” dit nummer op single uit te brengen, ondanks dat zij daarvoor het nummer te lang (6:20 minuut) vonden duren.
Het werd een van de grootste successen van de band. De plaat werd een gigantische hit in de destijds drie hitlijsten op de nationale publieke popzender en bereikte de 4e positie in zowel de Nederlandse Top 40 als de Nationale Hitparade. In de TROS Top 50 werd zelfs de 2e positie bereikt. In de Europese hitlijst op Hilversum 3, de TROS Europarade, werd de 18e positie bereikt. 
In België bereikte de plaat de 9e positie in de voorloper van de Vlaamse Ultratop 50 en de 12e positie in de Vlaamse Radio 2 Top 30.
Het Belgische Scala & Kolacny Brothers zong in 2012 een cover van deze plaat. De frase weg uit Nederland werd vervangen door weg uit eigen land. Zanger Jack Vinders bracht het lied met de titel Ejezer uit in 1999, gecomponeerd op de muziek van  België (is er leven op Pluto) maar met  andere tekst in het Kerkraads geschreven en gezongen.

## Hitnoteringen

### Nederlandse Top 40
| België in de Nederlandse Top 40 -- binnen: 11-12-1982 | België in de Nederlandse Top 40 -- binnen: 11-12-1982 | België in de Nederlandse Top 40 -- binnen: 11-12-1982 | België in de Nederlandse Top 40 -- binnen: 11-12-1982 | België in de Nederlandse Top 40 -- binnen: 11-12-1982 | België in de Nederlandse Top 40 -- binnen: 11-12-1982 | België in de Nederlandse Top 40 -- binnen: 11-12-1982 | België in de Nederlandse Top 40 -- binnen: 11-12-1982 | België in de Nederlandse Top 40 -- binnen: 11-12-1982 | België in de Nederlandse Top 40 -- binnen: 11-12-1982 |
| Week                                                  | 50                                                    | 51                                                    | 52                                                    | 2                                                     | 3                                                     | 4                                                     | 5                                                     | 6                                                     |                                                       |
| ----------------------------------------------------- | ----------------------------------------------------- | ----------------------------------------------------- | ----------------------------------------------------- | ----------------------------------------------------- | ----------------------------------------------------- | ----------------------------------------------------- | ----------------------------------------------------- | ----------------------------------------------------- | ----------------------------------------------------- |
| Positie                                               | 20                                                    | 6                                                     | 5                                                     | 4                                                     | 5                                                     | 15                                                    | 27                                                    | 39                                                    | uit                                                   |

### Nationale Hitparade
| België in de Nationale Hitparade -- binnen: 11-12-1982 | België in de Nationale Hitparade -- binnen: 11-12-1982 | België in de Nationale Hitparade -- binnen: 11-12-1982 | België in de Nationale Hitparade -- binnen: 11-12-1982 | België in de Nationale Hitparade -- binnen: 11-12-1982 | België in de Nationale Hitparade -- binnen: 11-12-1982 | België in de Nationale Hitparade -- binnen: 11-12-1982 | België in de Nationale Hitparade -- binnen: 11-12-1982 | België in de Nationale Hitparade -- binnen: 11-12-1982 | België in de Nationale Hitparade -- binnen: 11-12-1982 | België in de Nationale Hitparade -- binnen: 11-12-1982 | België in de Nationale Hitparade -- binnen: 11-12-1982 | België in de Nationale Hitparade -- binnen: 11-12-1982 | België in de Nationale Hitparade -- binnen: 11-12-1982 |
| Week                                                   | 50                                                     | 51                                                     | 52                                                     | 1                                                      | 2                                                      | 3                                                      | 4                                                      | 5                                                      | 6                                                      | 7                                                      | 8                                                      |                                                        |                                                        |
| ------------------------------------------------------ | ------------------------------------------------------ | ------------------------------------------------------ | ------------------------------------------------------ | ------------------------------------------------------ | ------------------------------------------------------ | ------------------------------------------------------ | ------------------------------------------------------ | ------------------------------------------------------ | ------------------------------------------------------ | ------------------------------------------------------ | ------------------------------------------------------ | ------------------------------------------------------ | ------------------------------------------------------ |
| Positie                                                | 39                                                     | 4                                                      | 4                                                      | 4                                                      | 5                                                      | 10                                                     | 9                                                      | 7                                                      | 27                                                     | 34                                                     | 41                                                     | uit                                                    |                                                        |

### TROS Top 50
Hitnotering: 09-12-1982 t/m 03-02-1983. Hoogste notering: #2 (1 week).

### TROS Europarade
Hitnotering: 16-01-1983. Hoogste notering: #18 (1 week). 

### NPO Radio 2 Top 2000
| Nummer met noteringen in de NPO Radio 2 Top 2000 | '99 | '00 | '01 | '02 | '03 | '04 | '05 | '06 | '07 | '08 | '09 | '10 | '11 | '12 | '13 | '14 | '15 | '16 | '17 | '18 | '19 | '20 | '21 | '22 | '23 | '24 |
| ------------------------------------------------ | --- | --- | --- | --- | --- | --- | --- | --- | --- | --- | --- | --- | --- | --- | --- | --- | --- | --- | --- | --- | --- | --- | --- | --- | --- | --- |
| België (Is er leven op Pluto...?)                | 286 | 345 | 457 | 467 | 618 | 597 | 608 | 734 | 968 | 670 | 817 | 790 | 853 | 736 | 728 | 897 | 808 | 658 | 908 | 696 | 662 | 773 | 633 | 634 | 561 | 534 |

1. ↑  Een vetgedrukt getal geeft de hoogste notering aan.